# Ganggrab von Øm

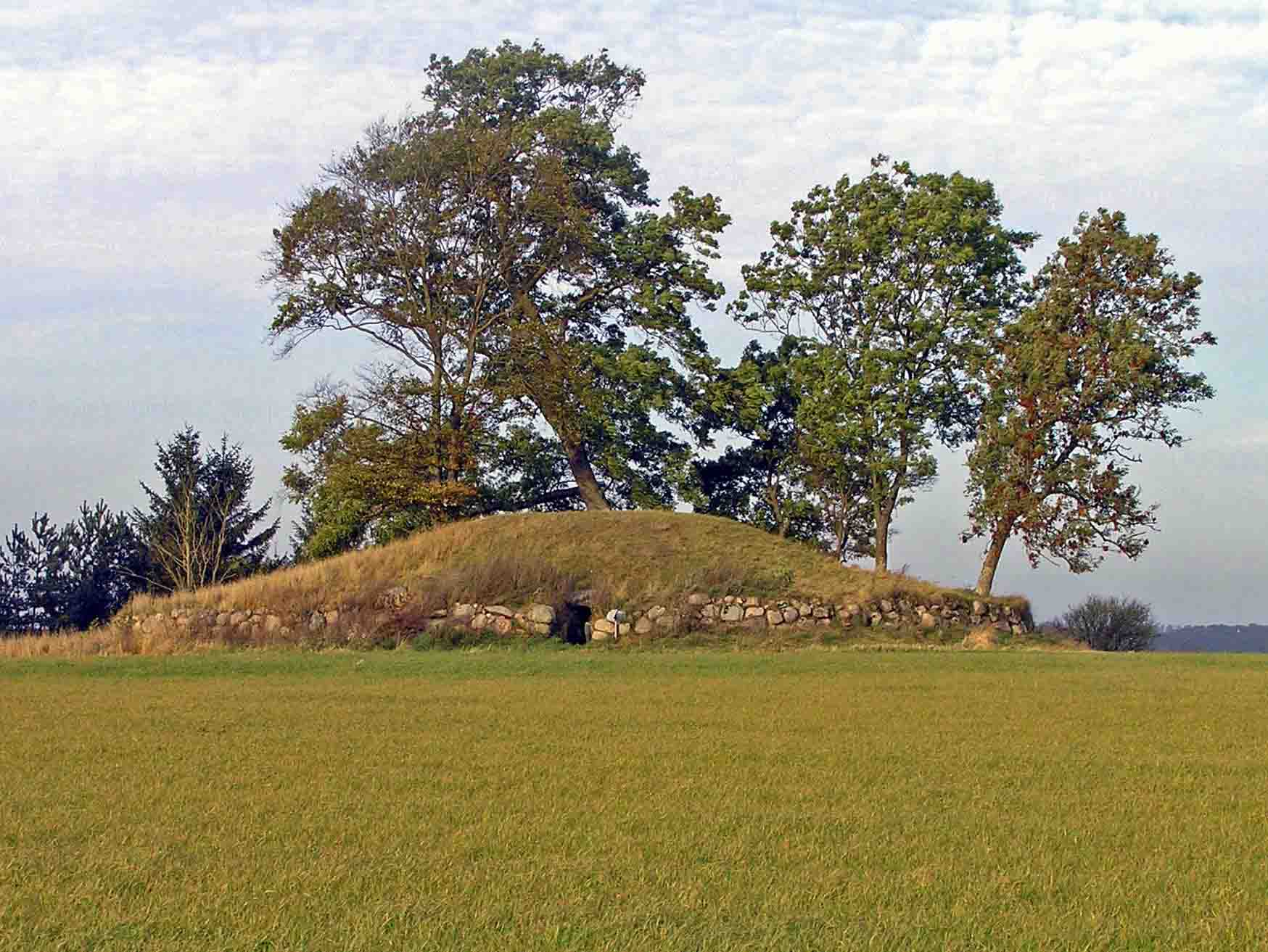
Ganggrab bei Øm

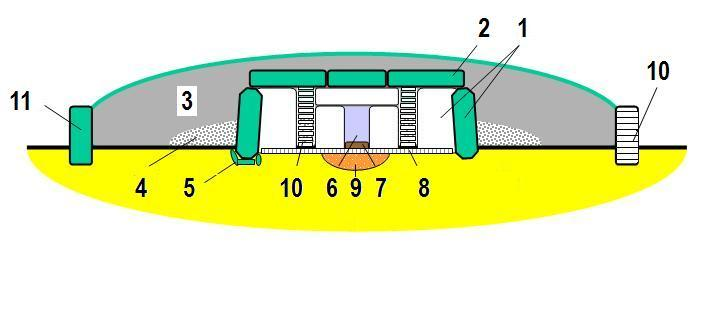
Schema Ganggrab (Querschnitt) 1=Trag-, 2= Deckstein, 3=Erdhügel, 4=Dichtung, 5=Verkeilsteine, 6=Zugang, 7= Schwellenstein. 8=Bodenplatten, 9=Unterbodendepots, 10=Zwischenmauerwerk 11=Randsteine

Das Ganggrab bei Øm liegt südwestlich von Roskilde auf der dänischen Insel Seeland. Das Ganggrab (dänisch Jættestue) ist eines der besterhaltenen unter den 500 erhaltenen Großsteingräbern dieses Typs in Dänemark. Es stammt aus der Jungsteinzeit etwa 3000 v. Chr. und ist eine Megalithanlage der Trichterbecherkultur (TBK). Das Ganggrab ist eine Bauform jungsteinzeitlicher Megalithanlagen, die aus einer Kammer und einem baulich abgesetzten, lateralen Gang besteht. Diese Form ist primär in Dänemark, Deutschland und Skandinavien, sowie vereinzelt in Frankreich und den Niederlanden zu finden. Neolithische Monumente sind Ausdruck der Kultur und Ideologie neolithischer Gesellschaften. Ihre Entstehung und Funktion gelten als Kennzeichen der sozialen Entwicklung.

## Beschreibung
Der Rundhügel, von dem nur einige Randsteine erhalten waren und der Rest im Jahre 1800 ergänzt worden ist, enthält eine mannshohe Kammer. Sie ist sieben Meter lang, 1,8 m breit und wird aus 15 Tragsteinen und vier großen Decksteinen gebildet. Der sechs Meter lange Zugang wird von sieben Tragsteinpaaren gebildet, die aber nur im inneren Bereich überdeckt sind. Die Sturzsteine wurden im Zusammenhang mit der Ausgrabung von 1833 wieder aufgelegt. Leider ist der letzte Stein im Gang ein „Schädelspalter“, denn während man durch den langen dunklen Gang beinahe aufrecht gehen kann, liegt der Durchgang zur Kammer einige Dezimeter tiefer.
Heute ist der Hügel des Ganggrabes von einer Mauer umgeben. Auf dem Parkplatz des Ganggrabes steht ein großer Stein auf einem Steinschlitten. Es wird angenommen, dass die Steinzeitmenschen diese Methode benutzten, um den großen Stein zu bewegen. Die Anlage wird von Busreisenden angefahren.

## Funde
Bei der Ausgrabung im Jahre 1833 wurden polierte Flintbeile, Meißel, Bernsteinperlen und Töpferwaren aus der Jungsteinzeit gefunden. Aus der frühen Bronzezeit wurden Teile eines Dolches und einer Ahle aus Bronze und ein Skelett gefunden. Bei Restaurierungsarbeiten fand Svend Illum Hansen unter dem Hügel, innerhalb des im 19. Jahrhundert errichteten Randsteinkreises den Originalrandsteinkreis.
Über einen alten Brauch der lokalen Bevölkerung, jedes Jahr um die Weihnachtszeit die Kammer zu reinigen und eine große Schüssel mit Milchreis oder einen Becher Bier hineinzustellen, berichtet der dänische Reichskonservator P. V. Glob.